# Collège Bandeirantes

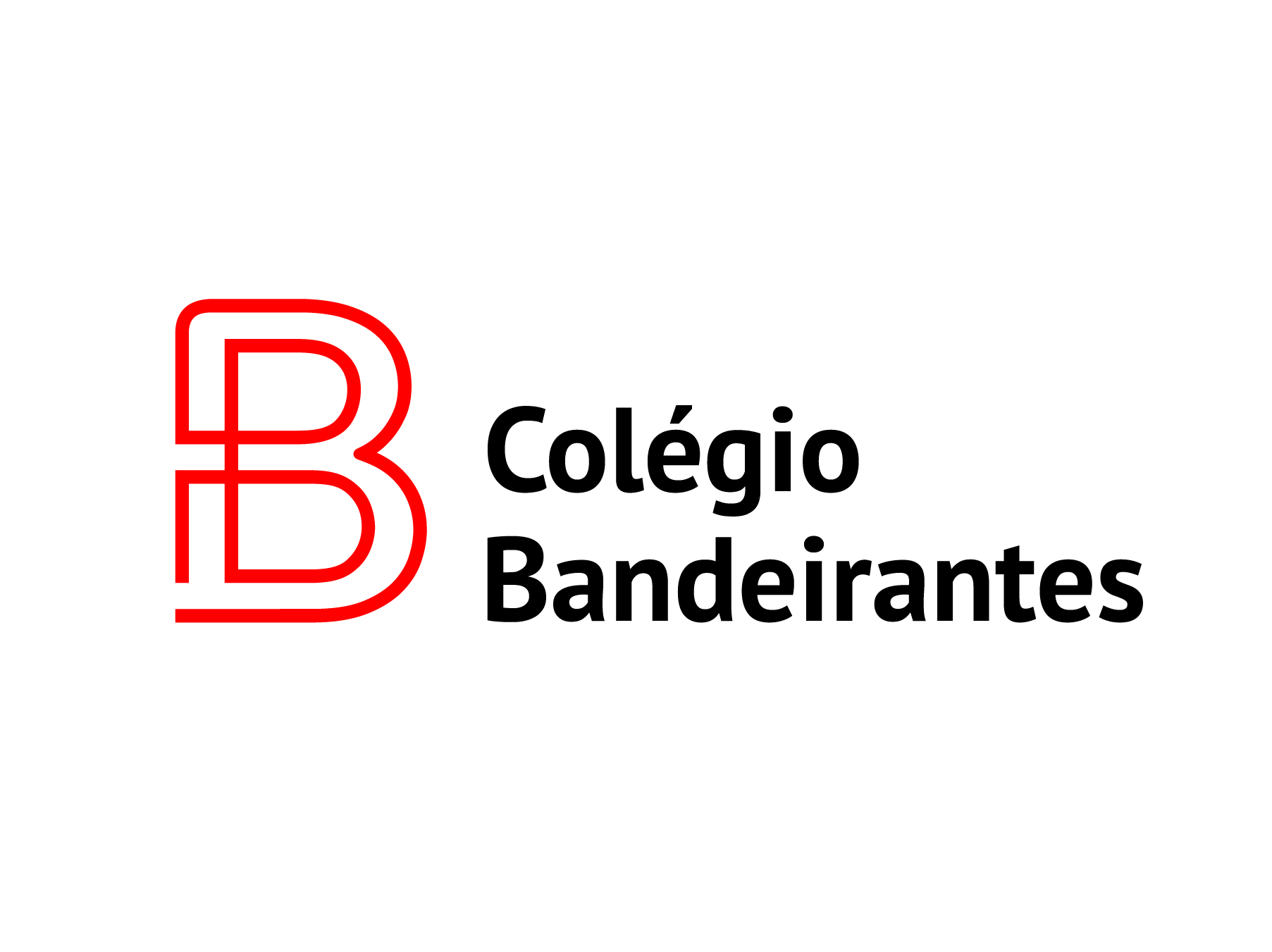
Nouveau logo du Colégio Bandeirantes

Le Collège Bandeirantes (en portugais brésilien, Collège Bandeirantes) est une institution particulière d'enseignement de la ville de São Paulo qui s'adresse aux élèves à partir de la 6e année de l'enseignement fondamental jusqu'à la fin de l'enseignement moyen. Le directeur-président actuel, Mauro de Salles Aguiar, fait aussi partie du Conseil Consultatif du bureau de Harvard à São Paulo.

## Histoire
Le Bandeirantes fut inauguré le 1er mars 1934 comme Ginásio Bandeirantes. Son siège est 
situé rua Estrela, 268. En 1944, l'éducateur et ingénieur Antônio de Carvalho de Aguiar acquit l'institution et en change le nom en Colégio Bandeirantes. À cette époque, l'ingénieur  Antônio de Carvalho Aguiar était directeur-président du Lycée Panamericano, institut d'enseignement connu pour l'enseignement préparatoire à l'Escola Paulista de Medicina. Actuellement, le nom de l'Ingénieur est gravé, dans les environs, sur le viaduc de la rua Cubatão au-dessus de l'avenue Vinte e Très de Maio. Au long de son existence, environ 50 mille jeunes ont déjà passé sur ses bancs.

## Ex-élèves connus
- Aracy Balabanian, actrice[1]
- Daniel Piza, journaliste[2]
- Alberto Goldman, ex-gouverneur de l'état de São Paulo[3]
- Fernando Haddad, maire de la ville de São Paulo[4]
- Fernando Campos Gomes Pinto, neurochirurgiens et spécialiste des nerfs
- Ives Gandra Martins, juriste[4]
- Zuza Homem de Mello, musicien
- Fábio Assunção, acteur[3]
- José Simão, journaliste
- Lígia Cortez[5], actrice.
- Mário Covas, ex-gouverneur de l'état de São Paulo[3]
- Ruth Rocha, écrivain de livres pour enfants[3]
- Raul Cortez, acteur
- Sophia Abrahão, actrice
- William Boss Woo, député fédéral
- Adib Jatene, cardiologiste[3]
- Miguel Nicolelis, spécialiste des nerfs
- Wellington Nogueira, coordinateur général du "Doutores da Alegria"
- Francisco Octávio T. Pacca, chirurgien dentiste et professeur d'odontologie